# سكوت وولف
سكوت وولف (بالإنجليزية: Scott Wolf)‏ هو ممثل أمريكي (من مواليد 4 يوليو 1968 ) في بوسطن . بدأ مسيرته الفنية عام 1990. من أبرز الأعمال التي شارك فيها النبيلة والشارد 2: انطلاقة سهم.

## الأعمال
- أنقذه الجرس (مسلسل)
- في (مسلسل 2009)
- ن سي أي س
- النبيلة والشارد 2: انطلاقة سهم

## روابط خارجية
- سكوت وولف على موقع IMDb (الإنجليزية)
- سكوت وولف على موقع روتن توميتوز (الإنجليزية)
- سكوت وولف على موقع قاعدة بيانات الأفلام العربية
- سكوت وولف على موقع ألو سيني (الفرنسية)
- سكوت وولف على موقع أول موفي (الإنجليزية)
- سكوت وولف على موقع قاعدة بيانات برودواي على الإنترنت (الإنجليزية)
- سكوت وولف على موقع إن إن دي بي (الإنجليزية)
- سكوت وولف على موقع قاعدة بيانات الفيلم (الإنجليزية)